# Sultan Naga Dimaporo
Sultan Naga Dimaporo é um município de  quinta classe de renda municipal (d) na província Lanao do Norte, nas Filipinas. De acordo com o censo de 1 de maio  de  2020 possui uma população de 60 904 pessoas e 13 216 domicílios.